# Burg Linden
Die Burg Linden ist eine abgegangene Inselburg auf einer Halbinsel im Lindenweiher bei dem Ortsteil Unteressendorf der Gemeinde Hochdorf im Landkreis Biberach in Baden-Württemberg.
Die Burg wurde um 1214 erbaut und 1525 zerstört. Ehemalige Besitzer waren die Schenken von Winterstetten, die Herren Schad zur Linden und die Herren von Essendorf.
Von der ehemaligen Burganlage, vermutlich mit einem sechseckigen Wohnturm ausgestattet, ist nichts erhalten.